# Рахматуллин, Шамиль Рахманович
Рахматуллин Шамиль Рахманович (1 сентября 1930 года — 22 апреля 2001 года) — советский актёр и драматург. Народный артист РСФСР (1991), Народный артист Республики Татарстан (2000), Народный артист Башкирской АССР (1976).

## Биография
Рахматуллин Шамиль Рахманович родился 1 сентября 1930 года в деревне Пашня Каргасокского района Томской области .
В 1952 году окончил театральное отделение Башкирского государственного музыкального училища (педагог Х. Г. Бухарский), в 1959 году — ГИТИС имени А. В. Луначарского (класс Б. В. Бибикова).
Работал в театрах Башкортостана: в 1952—1954 годах — в Аургазинском колхозно-совхозном театре, с 1959 года — в Башкирском академическом театре драмы имени М. Гафури.
Как драматург, ставил свои пьесы: комедия «Перед смертью» (1967), драмы «Не расплескайся, радость моя!» (1985), «Расцветали яблони …» (1990), водевиль «И в шутку, и всерьёз» (1994) на сценах БАТД, Салаватского драматического театра, Театра юного зрителя РБ, как режиссёр, ставил пьесы по произведениям Кирея Мэргэна, И. Абдуллина, Н. Асанбаева, М. Хайдарова, И. Юзеева, В. Терентьева.
Играл в радио и телеспектаклях. В 1981 году снялся в фильме-опере «Чио-чио-сан» («Молдовафильм»).

## Театральные работы
Ходжа Насретдин (комедия Н. Исанбета), Низами («Зятек» Х. Ибрагимова), Абляй Авальбаев («Свояки» И. Абдуллина), Талип («И судьба — не судьба!» М. Карима — Р.Исрафилова), Дивана («В ночь лунного затмения» М. Карима), Ярлыкапов («Неспетая песня» М. Карима), Гермес («Не бросай огонь, Прометей!» М. Карима), Аким («Власть тьмы» Л. Н. Толстого), Фаюнин («Нашествие» Л. Леонова), Человек с большим чемоданом («Один потерянный день» А. Гиляжева), Хатыбал («Любви все возрасты покорны» Н. Гаитбаева).

## Память
На доме в Уфе, где жил Шамиль Рахматуллин, установлена мемориальная доска.

## Награды и звания
- Заслуженный артист Башкирской АССР (1966)
- Народный артист Башкирской АССР (1976)
- Заслуженный  артист РСФСР (19 марта 1979)
- Народный артист РСФСР (13 мая 1991)
- Народный артист Республики Татарстан (2000)